# Domblain
Domblain ist eine französische Gemeinde mit 83 Einwohnern (Stand 1. Januar 2022) im Département Haute-Marne in der Region Grand Est (bis 2015 Champagne-Ardenne). Sie gehört zum Arrondissement Saint-Dizier und ist Mitglied im Gemeindeverband Communauté d’agglomération du Grand Saint-Dizier, Der et Vallées.

## Geographie
Die Gemeinde Domblain liegt etwa 20 Kilometer südlich der Arrondissements-Hauptstadt Saint-Dizier. Im 5,37 km² umfassenden Gemeindegebiet von Domblain gibt es keine ganzjährig wasserführenden oberirdischen Fließgewässer. Die plateauartige Landschaft wird von drei Trockentälern unterbrochen (Voie de Vallerest, Vallée de la Fouchère, Vallée des Charmottes), die extreme Niederschläge und die Schneeschmelze nach Nordwesten zur Blaise ableiten. Bis auf den Forst Bois des Tailles im Nordosten und teils bewaldete Hänge der Trockentäler ist das Areal der Gemeinde sehr waldarm. Mit 246 m über dem Meer wird im äußersten Süden der Gemeinde der höchste Punkt erreicht.
Nachbargemeinden von Domblain (im Uhrzeigersinn, von Norden beginnend) sind: Valleret, Fays, Guindrecourt-aux-Ormes, Morancourt, Rachecourt-Suzémont und Vaux-sur-Blaise.

## Bevölkerungsentwicklung
| Jahr      | 1962 | 1968 | 1975 | 1982 | 1990 | 1999 | 2006 | 2012 | 2021 |
| --------- | ---- | ---- | ---- | ---- | ---- | ---- | ---- | ---- | ---- |
| Einwohner | 115  | 117  | 105  | 92   | 89   | 92   | 92   | 92   | 80   |

Im Jahr 1831 wurde mit 224 Bewohnern die bisher höchste Einwohnerzahl ermittelt. Die Zahlen basieren auf den Daten von cassini.ehess und INSEE.

## Sehenswürdigkeiten

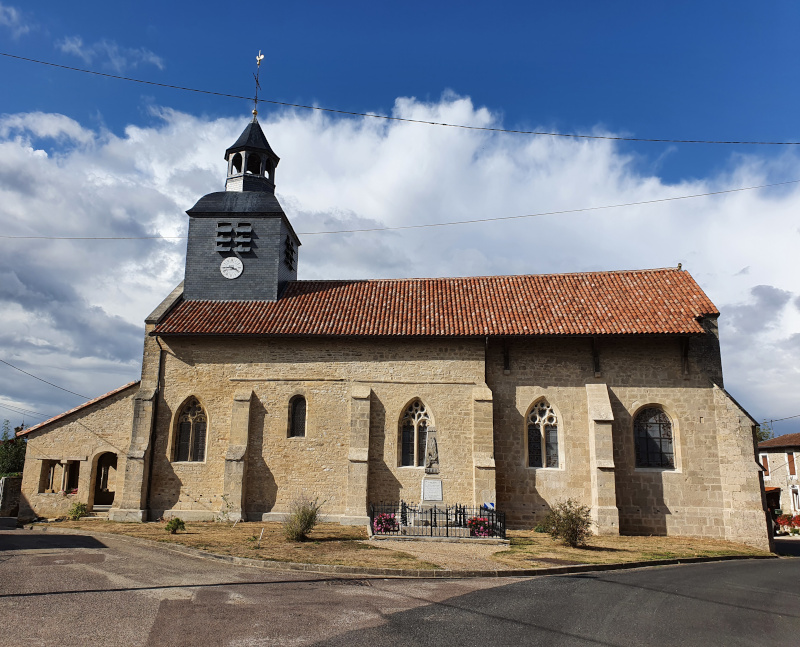
Kirche Saint-Bénigne

- Kirche Saint-Bénigne (St. Benignus), erbaut zwischen 13. und 16. Jahrhundert mit neu aufgesetztem Kirchturm aus dem Jahr 1892, seit 1992 als Monument historique klassifiziert[3]
- Wasserturm
- Waschhaus (Lavoir)
- Gefallenendenkmal
- Flurkreuz

Alte Postkarten aus Domblain
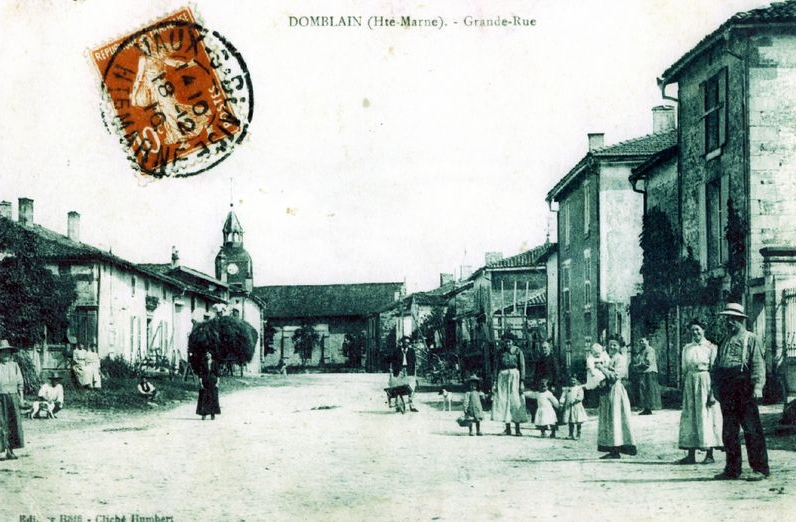
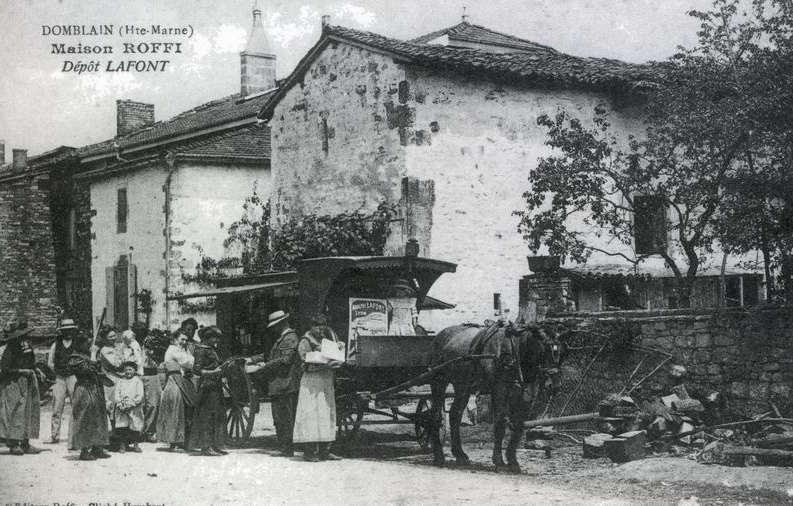
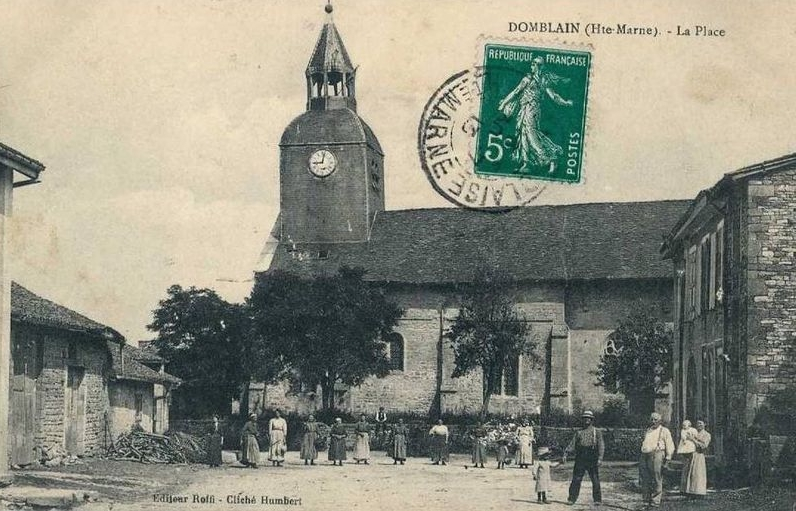
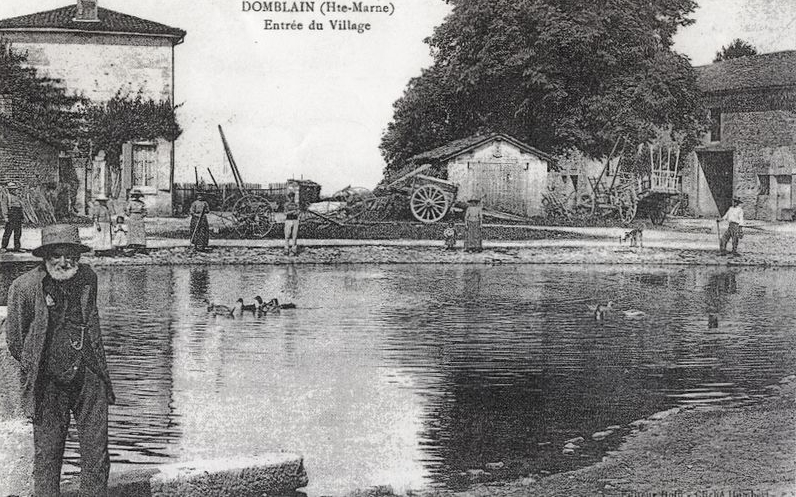

## Wirtschaft und Infrastruktur
In Domblain sind zwei Landwirtschaftsbetriebe ansässig (Getreideanbau, Viehzucht).
Zwei Kilometer westlich von Domblain verläuft die dem Blaisetal folgende Fernstraße D 2 von Saint-Dizier über Wassy nach Dommartin-le-Franc. In der 20 Kilometer nördlich von Domblain gelegenen Stadt Saint-Dizier besteht ein Anschluss an die autobahnartig ausgebaute RN 4 von Paris nach Nancy. Ser Bahnhof der 13 Kilometer östlich gelegenen Stadt Joinville liegt an der Bahnstrecke Blesme-Haussignémont–Chaumont.

## Belege
1. ↑  Domblain auf cassini.ehess
2. ↑  Domblain auf INSEE
3. ↑  Eglise Saint-Benigne in der Base Mérimée des französischen Kulturministeriums (französisch)
4. ↑  Landwirtschaftsbetriebe auf annuaire.mairie.fr (französisch)